# Agón
Pour les articles homonymes, voir Agon.
Agón est une commune d’Espagne, dans la province de Saragosse, communauté autonome d'Aragon comarque de Campo de Borja.